# Kölcsönös Gazdasági Segítség Tanácsa

Emlékbélyeg a 40. évfordulón (1989)

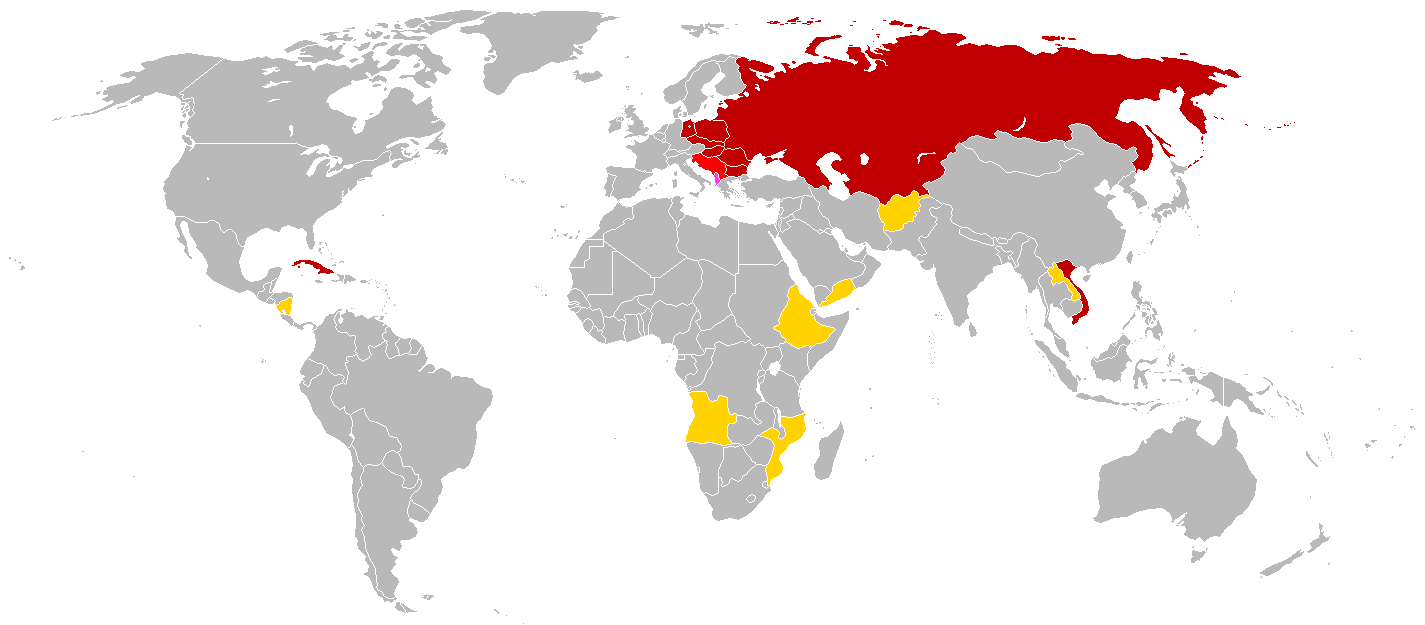
A KGST tagjai 1986-ban

A Kölcsönös Gazdasági Segítség Tanácsa (rövidítve: KGST, angolul: Comecon) a közép- és kelet-európai szocialista országok gazdasági együttműködési szervezete volt a hidegháború alatt 1949 és 1991 között. 

## Története
1949. január 25-én hozták létre Moszkvában szovjet kezdeményezésre, miután világossá vált, hogy a Marshall-terv a Szovjetunióra nem fog kiterjedni, ugyanakkor az veszélyes vonzerőt jelenthetett a jaltai konferencia után a szovjet érdekszférába került országok számára. 
Alapító tagjai a Szovjetunión kívül Bulgária, Csehszlovákia, Lengyelország, Magyarország és Románia volt. Később csatlakoztak: Albánia (1949, 1961-ben felfüggesztette tagságát, 1987-ben kilépett), a Német Demokratikus Köztársaság (1950), Mongólia (1962), Kuba (1972) és a Vietnámi Demokratikus Köztársaság (1978). Társult tag: Jugoszlávia.
A KGST feladatául tűzte ki a szocialista országok közötti gazdasági együttműködés erősítését, a gyengébb tagállamok felzárkóztatását, elsősorban a munkamegosztás és specializálódás révén. Ennek révén erősödött a kölcsönös függés a Szovjetunió és a többi tagállam között. Magyarország például többek között autóbuszok gyártására szakosodott, ennek révén jutottak el az Ikarusok a „szocialista világ” minden sarkába. Csehszlovákia a Tatra villamosok gyártására rendezkedett be. Az NDK viszont például halfeldolgozó halászhajókat gyártott, Bulgária pedig ipari targoncákat.
A tagállamok közötti kereskedelem a tervgazdálkodás körülményei között kétoldalú elszámolással, barter formájában, 1964-től transzferábilis rubel formájában zajlott. Addig ugyanis konvertibilis valuta híján a tagállamok nem voltak érdekelve aktívum elérésére – ez ingyen hitelezést jelentett volna.
A KGST tipikus szereplője volt a két világrendszer közötti hidegháborús versengésnek, szerepe a Európai Gazdasági Közösség ellensúlyozása lett volna, hasonlóképpen a Varsói Szerződés és a NATO közötti viszonyhoz.
Az európai Keleti blokk országainak társadalmi-gazdasági rendszerének összeomlását követően a KGST tagállamai 1991. június 28-án, budapesti ülésükön a szervezetet feloszlatták.
A szervezet fennállásának ideje alatt Csehszlovákiában és Magyarországon volt a legmagasabb az egy főre jutó bruttó hazai termék (GDP). A felbomlását követően pedig az Európai Unióhoz 2004-ben csatlakozott Csehország és Szlovénia érte el ebből a szempontból a legmagasabb fejlettségi szintet.